# Chahinchahr
Shahin Shahr (en persan : شاهین‌شهر / Šâhin-Šahr) est le chef-lieu de la préfécture de Shahin Shahr and Meymeh, situé à la périphérie de la ville d’Ispahan, en Iran.